# Militärische Gewalt
Militärische Gewalt ist ein Begriff aus dem Kriegsvölkerrecht und bezeichnet nach einer Resolution der Vereinten Nationen aus dem Jahr 1974 „die Anwendung von Waffengewalt durch einen Staat, die gegen die Souveränität, die territoriale Unversehrtheit oder die politische Unabhängigkeit eines anderen Staates gerichtet oder sonst mit der Charta der Vereinten Nationen unvereinbar ist.“ Art. 3 der Resolution enthält eine nicht abschließende Aufzählung von Angriffshandlungen. Der Sicherheitsrat der Vereinten Nationen kann im Einzelfall feststellen, dass auch andere Handlungen nach den Bestimmungen der Charta der Vereinten Nationen  eine Aggression darstellen (Art. 4 der Resolution).

## Internationale Gewalthandlungen
Ohne Rücksicht auf das Vorliegen einer Kriegserklärung gilt nach Art. 3 Resolution Nr. 3314 (XXIX) vom 14. Dezember 1974 jede der folgenden Handlungen als Angriffshandlung:
1. die Invasion oder der Angriff der Streitkräfte eines Staates auf das Hoheitsgebiet eines anderen Staates oder jede, wenn auch vorübergehende, militärische Besetzung, die sich aus einer solchen Invasion oder einem solchen Angriff ergibt, oder jede gewaltsame Annexion des Hoheitsgebiets eines anderen Staates oder eines Teiles desselben;
2. die Beschießung oder Bombardierung des Hoheitsgebietes eines Staates durch die Streitkräfte eines anderen Staates oder der Einsatz von Waffen jeder Art durch einen Staat gegen das Hoheitsgebiet eines anderen Staates;
3. die Blockade der Häfen oder Küsten eines Staates durch die Streitkräfte eines anderen Staates;
4. der Angriff der Streitkräfte eines Staates auf die Land-, See- oder Luftstreitkräfte oder auf die See- und Luftflotte eines anderen Staates;
5. der Einsatz von Streitkräften eines Staates, die sich mit Zustimmung eines anderen Staates auf dessen Hoheitsgebiet befinden, unter Verstoß gegen die in dem entsprechenden Abkommen vorgesehenen Bedingungen oder jede Verlängerung ihrer Anwesenheit in diesem Gebiet über den Ablauf des Abkommens hinaus;
6. die Tatsache, dass ein Staat, der sein Hoheitsgebiet einem anderen Staat zur Verfügung gestellt hat, zulässt, dass dieses Hoheitsgebiet von dem anderen Staat dazu benutzt wird, eine Angriffshandlung gegen einen dritten Staat zu begehen;
7. das Entsenden bewaffneter Banden, Gruppen, Freischärler oder Söldner durch einen Staat oder in seinem Namen, wenn diese mit Waffengewalt Handlungen gegen einen anderen Staat ausführen, die auf Grund ihrer Schwere den oben aufgeführten Handlungen gleichkommen, oder die wesentliche Beteiligung daran.

## Sanktionierung
Das Verbrechen der Aggression ist ein Straftatbestand gemäß Art. 5 des Römischen Statuts des Internationalen Strafgerichtshofs. „Verbrechen der Aggression“ ist in Art. 8 des Statuts definiert als „die Planung, Vorbereitung, Einleitung oder Ausführung einer Angriffshandlung, die ihrer Art, ihrer Schwere und ihrem Umfang nach eine offenkundige Verletzung der Charta der Vereinten Nationen vom 26. Juni 1945 darstellt, durch eine Person, die tatsächlich in der Lage ist, das politische oder militärische Handeln eines Staates zu kontrollieren oder zu lenken.“ Hinsichtlich der einschlägigen Angriffshandlungen verweist das Statut wiederum auf die UN-Resolution vom 14. Dezember 1974.
Art. 2 Nr. 3, 4 der Charta der Vereinten Nationen enthält ein allgemeines Gewaltverbot.

## Völkerrechtliche Rechtfertigung
International anerkannt ist, dass militärische Gewalt unter bestimmten Voraussetzungen gerechtfertigt sein kann, insbesondere zur Selbstverteidigung oder Nothilfe. 
Die Feststellung des Verteidigungsfalls ist in Deutschland in Art. 115a GG geregelt, in Art. 5 des NATO-Vertrags der sog. Bündnisfall.
Bei der Frage, was erlaubt ist, muss unterschieden werden zwischen dem Recht zum Krieg selbst (ius ad bello) und den Regeln, die im Krieg selbst einzuhalten sind (ius in bello), die im humanitären Völkerrecht enthalten sind. Wer also erlaubterweise Krieg führt, kann dabei trotzdem das humanitäre Völkerrecht verletzen, wenn die Gewaltanwendung unverhältnismäßig ist und überwiegend Zivilisten trifft.

## Bundeswehr
Für Bundeswehrsoldaten im Auslandseinsatz ist die Anwendung militärischer Gewalt in so genannten Rules of Engagement (ROE) geregelt. Das sind Regelwerke, die von der NATO erarbeitet und auf nationaler Ebene umgesetzt werden und die für den Soldaten Befehlscharakter haben.
Die Befugnisse der Bundeswehr im Innern sind in Deutschland streng geregelt, z. B. zur Selbstverteidigung militärischer Anlagen im Gesetz über die Anwendung unmittelbaren Zwanges und die Ausübung besonderer Befugnisse durch Soldaten der Bundeswehr und verbündeter Streitkräfte sowie zivile Wachpersonen. Art. 35 Abs. 3 GG erlaubt bei Naturkatastrophen oder Unglücksfällen unter bestimmten Voraussetzungen den Einsatz der Streitkräfte zur Unterstützung der Polizei.